# زلخوو
زلخوو (به چکی: Zlechov) یک منطقهٔ مسکونی در جمهوری چک است که در ناحیه اوهرسکه هرادیشتی واقع شده‌است. زلخوو ۶٫۵۱ کیلومتر مربع مساحت و ۱٬۶۰۸ نفر جمعیت دارد و ۲۰۸ متر بالاتر از سطح دریا واقع شده‌است.